# Mithuna parva
Mithuna parva là một loài bướm đêm thuộc phân họ Arctiinae, họ Erebidae.